# Annie Lööf
Annie Marie Therése Lööf, Johansson de soltera (Marmaö, Municipio de Värnamo, provincia de Jönköping, Suecia; 16 de julio de 1983) es una política sueca licenciada en Derecho. Actualmente es presidenta del Partido del Centro de Suecia desde el 23 de septiembre de 2011,

## Biografía
De niña vivía en Maramö, a las afueras de Värnamo. Durante su último año de gymnasium en Finnveden, se interesó por la política y a finales de 2001 entró en el Partido del Centro. Durante las elecciones de 2002 se dedicó a la campaña electoral de la organización de juventud del Partido del Centro y ese mismo año le concedieron el premio de Dag Hammarskjöld por su compromiso por paz y por asuntos medioambientales internacionales. Tras las elecciones, se dedicó a estudiar Derecho en la Universidad de Lund, donde terminó la carrera en 2011 con una licenciatura en Derecho. En 2006 fue elegida al Parlamento sueco por el período de 2006-2010 y fue entonces el miembro más joven de la historia del Parlamento sueco. En 2008 recibió la beca "Young European Leadership Program" de la embajada estadounidense de Suecia. En otoño de 2011 fue elegida nueva presidenta del Partido de Centro y nombrada nueva ministra de Asuntos Empresariales, sucediendo a Maud Olofsson en las dos posiciones. Desempeñó el cargo hasta octubre de 2014. Posteriormente, ha continuado como diputada del Riksdag hasta la actualidad.